# Casimiro II el Justo

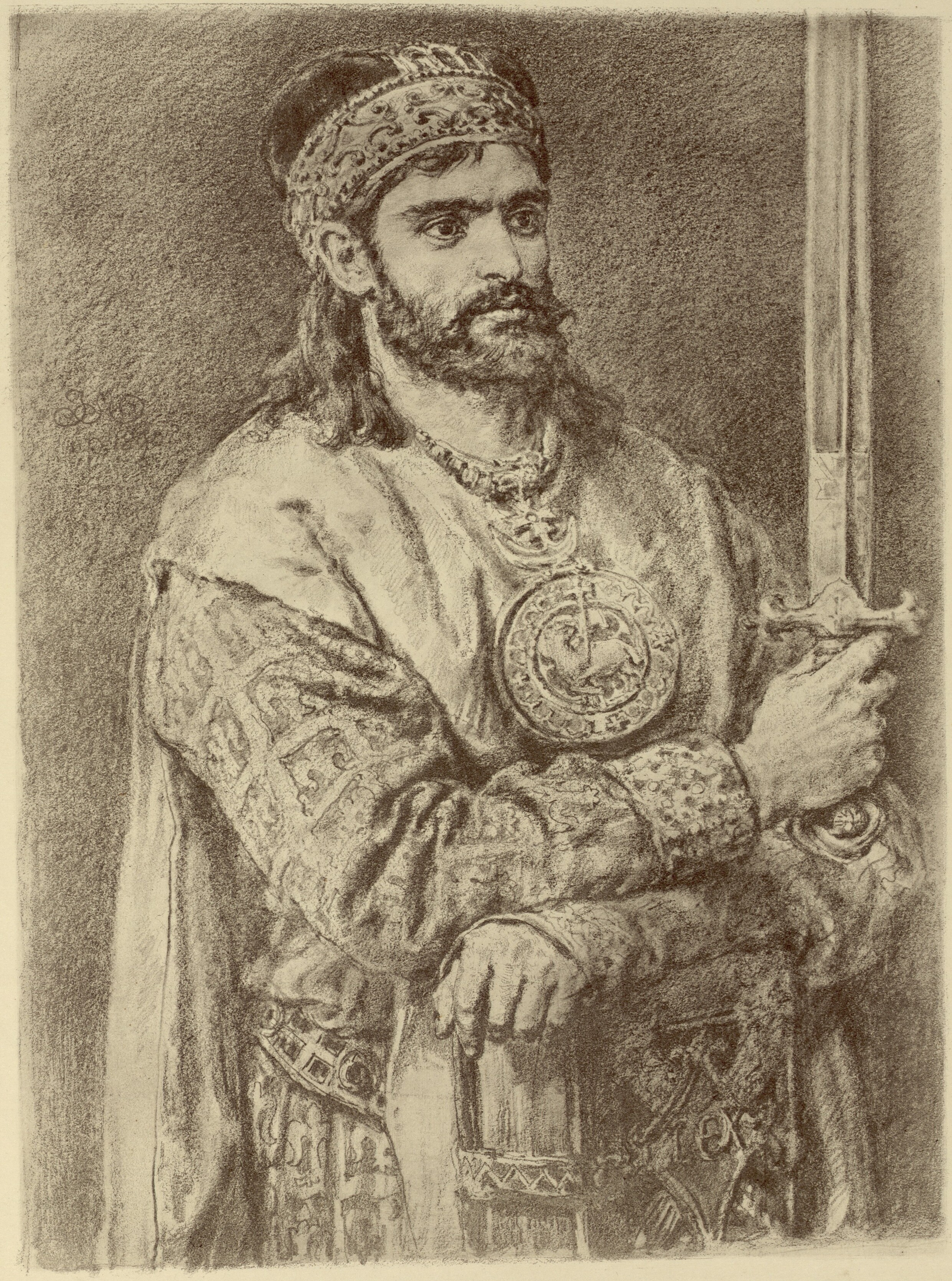
Casimiro el Justo, por Jan Matejko.

Casimiro II el Justo (Cracovia, 1138-Cracovia, 1194) fue un noble y gobernante polaco del siglo XII, duque de Cracovia (1138-1194), duque de Sandomierz (1173-1194) y Gran Duque de toda Polonia (1177-1194). Era hijo de Boleslao III el Bocatorcida y de Salomé de Berg.
Arrebató Cracovia a su hermano Miecislao III el Viejo y redujo las cargas fiscales de los campesinos. En 1184 tuvo que reconocer la soberanía imperial de Federico I Barbarroja.
Alrededor de 1163, Casimiro se casó con Elena de Znojmo (c. 1140/42 - c. 1202/06), hija del duque Conrado II de Znojmo, vástago de una rama menor de la dinastía premislida de Moravia. Tuvieron siete hijos:
1. María (1164-1194), casada en noviembre de 1178 con el príncipe Vsévolod IV de Kiev;
2. Casimiro (c. 1165? - 1 de marzo de 1167);
3. Boleslao (c. 1168/71 - 16 de abril de 1182), muerto accidentalmente después de caer de un árbol;
4. Odón, muerto en la infancia;[6]
5. Adelaida de Polonia (c. 1177/84 - 8 de diciembre de 1211), fundadora del convento de san Jacobo en Sandomierz;
6. Leszek I el Blanco (c. 1186/87 - Marcinkow, 23 de noviembre de 1227);
7. Conrado I de Mazovia (c. 1187/88 - 31 de agosto de 1247).